# Litsea yunnanensis
Litsea yunnanensis Yen C. Yang & P.H. Huang – gatunek rośliny z rodziny wawrzynowatych (Lauraceae Juss.). Występuje naturalnie w Wietnamie i południowych Chinach (w południowo-wschodniej części prowincji Junnan oraz w regionie autonomicznym Kuangsi). 

## Morfologia
PokrójZimozielone drzewo dorastające do 30 m wysokości. Młode pędy są owłosione i mają szarożółtawą barwę.
LiścieNaprzemianległe. Mają kształt od eliptycznego do podłużnego. Mierzą 12–26 cm długości oraz 4,5–11,5 cm szerokości. Są nagie. Nasada liścia jest klinowa. Blaszka liściowa jest o spiczastym wierzchołku. Ogonek liściowy jest owłosiony i dorasta do 10–20 mm długości.
KwiatySą niepozorne, jednopłciowe, zebrane po 5–6 w złożone baldachy, rozwijają się w kątach pędów. Okwiat jest zbudowany z 6 listków o owalnym kształcie. Kwiaty męskie mają 9–12 owłosionych pręcików o żółtawej barwie.
OwoceMają prawie kulisty kształt, osiągają 25 mm długości i 15 mm szerokości.

## Biologia i ekologia
Roślina dwupienna. Rośnie w widnych lasach. Występuje na wysokości od 800 do 1900 m n.p.m. Kwitnie w maju, natomiast owoce dojrzewają od października do listopada.